# استنلی جانسون
استنلی جانسون (انگلیسی: Stanley Johnson، زاده ۲۹ مه ۱۹۹۶) بازیکن بسکتبال اهل ایالات متحده آمریکا است. وی سابقه بازی در تیم‌هایی همچون دیترویت پیستونز را در کارنامه دارد.